# Мухо Ньолкє
Мухо Ньолкє (нім. Muhō Nölke, яп. ネルケ無方) (нар. 1968, Берлін) — дзен-майстер німецького походження. Він був дев'ятим настоятелем дзен-буддиського храму Антайдзі, у Японії; є перекладачем робіт Доґена і Кодо Савакі, а також є автором книги за своїм авторством.
У віці 16 років, Мухо познайомив з практикою дзадзен один з його шкільних викладачів і, скоро, він вирішив стати дзенським монахом. Для підготовки до свого перебування у Японії він вивчав японську мову в університеті Берліна, одночасно з філософією та фізикою. Під час навчання він провів один рік в Університеті Кіото і вперше дізнався про храм Антайдзі. У віці 22 років, він провів там 6 місяців, як звичайний мирянин-практик.
Три рокі згодом, після закінчення університету, Мухо був посвячений у Сото-дзен монахи настоятелем росі Міяура Сінью. Окрім Антайдзі він пройшов річне навчання у монастиру Тофукудзі традиції Ріндзай у Кіото і один рік в Хоссіндзі в Обамі, префектура Фукуй.
Після отримання передачи Дхарми (сіхьо) від свого вчителя росі Міяура, Мухо вирішив жити як бездомний монах у центральному парку Осаки, де він вів дзазен-групу у 2001 році.
Проте через 6 місяців, у лютому 2002, він дізнався про раптову смерть свого вчителя від нещасного випадку і був визваний назад до Антайдзі. Він зайняв пост свого вчителя навесні того ж року, ставши таким чином дев'ятим настоятелем храму. У жовтні 2020 році Мухо склав повноваження настоятеля, передавши їх Еко Накамурі, поточній 10-їй настоятельниці Антайдзі.

### Німецька
- Abt Muho: Zazen oder der Weg zum Glück. Rowohlt, 2007, ISBN 3-499-62203-3.
- Muho: Ein Regentropfen kehrt ins Meer zurück. Berlin-Verlag, 2016, ISBN 978-3827013385.
- Muho Nölke: Futter für Pferd und Esel: Das Dôgen-Lesebuch. Angkor-Verlag, 2018, ISBN 978-3943839630.
- Muho: Das Meer weist keinen Fluss zurück. Berlin-Verlag, 2018, ISBN 978-3827013804.
- Muho: Der Mond leuchtet in jeder Pfütze. Berlin-Verlag, 2020, ISBN 978-3-8270-1392-7, ISBN 978-3-8270-1392-7

### Японський
- Muho Noelke: Mayoeru mono no Zen shugyou. Shincho-shinsho, 2011, ISBN 4-106-10404-0.
- Muho Noelke: Hadaka no Bousama. Sanga, 2012, ISBN 4-905-42512-0.
- Muho Noelke: Tada suwaru. Kobunsha, 2012, ISBN 9784334036928.
- Muho Noelke: Ikiru hint 33. Asahi-shinsho, 2012, ISBN 9784022730992.
- Muho Noelke: Otona ni naru tame no yatsu no shugyou. Shodensha, 2013, ISBN 4396113153
- Muho Noelke: Mayoinagara ikiru. Daiwa-shobo, 2013, ISBN 9784479012108
- Muho Noelke: Dogen wo gyakuyunyu. Sanga, 2013, ISBN 978-4905425472
- Muho Noelke: Nihonjin ni shukyo ha iranai. Best-shinsho, 2014, ISBN 978-4584124321
- Muho Noelke: Kokoro ni hibiku bukkyou no kingen 100.　Takarajima-sha, 2015, ISBN 978-4800240248
- Muho Noelke: Naze nihonjin ha gosenzo-sama ni inoru no ka.　Gentousha-shinsho, 2015, ISBN 978-4344983816
- Muho Noelke: Bukkyou no tsumetasa, Kirisutokyou no ayausa.　Best-shinsho, 2016, ISBN 978-4584125090
- Muho Noelke: Magenai Doitsujin, kimenai Nihonjin.　Sanga, 2016, ISBN 978-4865640557
- Muho Noelke: Kyou wo shinu koto de, ashita wo ikiru. Best-shinsho, 2017, ISBN 978-4-584-12548-9